# Stenopogon evansi
Stenopogon evansi är en tvåvingeart som först beskrevs av Martin 1968.  Stenopogon evansi ingår i släktet Stenopogon och familjen rovflugor. Inga underarter finns listade i Catalogue of Life.